# Anehalli, Hassan
Anehalli là một làng thuộc tehsil Hassan, huyện Hassan, bang Karnataka, Ấn Độ.